# Liste der Stolpersteine in Delmenhorst
Die Liste der Stolpersteine in Delmenhorst gibt eine Übersicht über die vom Künstler Gunter Demnig verlegten Stolpersteine in Delmenhorst. Verlegt wurden hier 37 Stolpersteine bis Mitte 2014. Am 21. Juni 2024 kamen 5 weitere hinzu.
Die 10 × 10 × 10 cm großen Betonquader mit Messingtafel sind in den Bürgersteig vor jenen Häusern eingelassen, in denen die Opfer einmal zu Hause waren. Die Inschrift der Tafel gibt Auskunft über ihren Namen, ihr Alter und ihr Schicksal. Die Stolpersteine sollen dem Vergessen der Opfer der nationalsozialistischen Gewaltherrschaft entgegenwirken.

## Liste
Grundlage dieser Liste ist die vom Freundes- und Förderkreis der jüdischen Gemeinde Delmenhorst e.V. zur Verfügung gestellte Übersicht (Flyer von Dr. Norbert Boese).
| Name        | Vorname        | Geburtsname  | Jahrgang | Anschrift            | Ort | Bild                   |
| ----------- | -------------- | ------------ | -------- | -------------------- | --- | ---------------------- |
| Fink        | Josef          |              | 1858     | Lange Straße 94      | Delmenhorst, Stadtmitte | Josef Fink             |
| Fink        | Salie          | Seelenfreund | 1864     | Lange Straße 94      | Delmenhorst, Stadtmitte | Salie Fink             |
| Fink        | Siegmund       |              | 1896     | Lange Straße 94      | Delmenhorst, Stadtmitte | Siegmund Fink          |
| Rothschild  | Mathilde       | Rosenbaum    | 1885     | Lange Straße 78      | Delmenhorst, Stadtmitte | Mathilde Rothschild    |
| Rothschild  | Dr. Harry      |              | 1881     | Lange Straße 78      | Delmenhorst, Stadtmitte | Dr. Harry Rothschild   |
| Rothschild  | Gertrud        |              | 1910     | Lange Straße 78      | Delmenhorst, Stadtmitte | Gertrud Rothschild     |
| Rothschild  | Edith          |              | 1911     | Lange Straße 78      | Delmenhorst, Stadtmitte | Edith Rothschild       |
| Rothschild  | Edmund         |              | 1912     | Lange Straße 78      | Delmenhorst, Stadtmitte | Edmund Rothschild      |
| Bandel      | Benjamin       |              | 1908     | Koppelstraße 4       | Delmenhorst, Stadtmitte | Benjamin Bandel        |
| Goldschmidt | Moritz         |              | 1885     | Bahnhofstraße 15     | Delmenhorst, Stadtmitte | Moritz Goldschmidt     |
| Goldschmidt | Wilhelmine     | Sternberg    | 1891     | Bahnhofstraße 15     | Delmenhorst, Stadtmitte | Wilhelmine Goldschmidt |
| Goldschmidt | Herbert        |              | 1922     | Bahnhofstraße 15     | Delmenhorst, Stadtmitte Die Stolpersteine Herbert + Karl hat Karl (inzwischen Charles Goldsmith) mit nach England für Herbert und in die USA für sich mitgenommen: Wir haben ja überlebt … (Dr. N. Boese) |                        |
| Goldschmidt | Karl           |              | 1927     | Bahnhofstraße 15     | Delmenhorst, Stadtmitte Die Stolpersteine Herbert + Karl hat Karl (inzwischen Charles Goldsmith) mit nach England für Herbert und in die USA für sich mitgenommen: Wir haben ja überlebt … (Dr. N. Boese) |                        |
| ter Berg    | Isaak          |              | 1894     | Dwoberger Straße 104 | Delmenhorst, Dwoberg/Ströhen | Isaak ter Berg         |
| ter Berg    | Herta          | Wolff        | 1909     | Dwoberger Straße 104 | Delmenhorst, Dwoberg/Ströhen | Herta ter Berg         |
| ter Berg    | Sigmund        |              | 1930     | Dwoberger Straße 104 | Delmenhorst, Dwoberg/Ströhen | Sigmund ter Berg       |
| ter Berg    | Hedwig         |              | 1933     | Dwoberger Straße 104 | Delmenhorst, Dwoberg/Ströhen | Hedwig ter Berg        |
| Cohen       | Ernst          |              | 1885     | Mühlenstraße 86      | Delmenhorst, Dwoberg/Ströhen | Ernst Cohen            |
| Cohen       | Clara          | Pinto        | 1898     | Mühlenstraße 86      | Delmenhorst, Dwoberg/Ströhen | Clara Cohen            |
| Cohen       | Helmut         |              | 1913     | Mühlenstraße 86      | Delmenhorst, Dwoberg/Ströhen | Helmut Cohen           |
| Cohen       | Adolf          |              | 1923     | Mühlenstraße 86      | Delmenhorst, Dwoberg/Ströhen | Adolf Cohen            |
| Cohen       | Ida            | de Haas      | 1917     | Mühlenstraße 86      | Delmenhorst, Dwoberg/Ströhen | Ida Cohen              |
| Wallach     | Otto           |              | 1890     | Düsternortstraße 184 | Delmenhorst, Düsternort | Otto Wallach           |
| Wallach     | Selma          | Kaufmann     | 1890     | Düsternortstraße 184 | Delmenhorst, Düsternort | Selma Wallach          |
| Haas        | Leo            |              | 1898     | Cramerstraße 196     | Delmenhorst, Mitte | Leo Haas               |
| Haas        | Else           | Eichholz     | 1901     | Cramerstraße 196     | Delmenhorst, Mitte | Else Haas              |
| Haas        | Hans Siegfried |              | 1926     | Cramerstraße 196     | Delmenhorst, Mitte | Hans Siegfried Haas    |
| Samuel      | Julius         |              | 1878     | Bremer Straße 1      | Delmenhorst, Mitte | Julius Samuel          |
| Samuel      | Gertrude       | Gellhorn     | 1878     | Bremer Straße 1      | Delmenhorst, Mitte | Gertrude Samuel        |
| Samuel      | Heinz          |              | 1904     | Bremer Straße 1      | Delmenhorst, Mitte | Heinz Samuel           |
| Samuel      | Kurt           |              | 1905     | Bremer Straße 1      | Delmenhorst, Mitte | Kurt Samuel            |
| Samuel      | Rut            |              | 1905     | Bremer Straße 1      | Delmenhorst, Mitte | Rut Samuel             |
| König       | Josef          |              | 1895     | Dwoberger Straße 47  | Delmenhorst, Dwoberg/Ströhen | Josef König            |
| König       | Frieda         | Brettler     | 1897     | Dwoberger Straße 47  | Delmenhorst, Dwoberg/Ströhen | Frieda König           |
| König       | Melanie        |              | 1934     | Dwoberger Straße 47  | Delmenhorst, Dwoberg/Ströhen | Melanie König          |
| König       | Bernhard       |              | 1937     | Dwoberger Straße 47  | Delmenhorst, Dwoberg/Ströhen | Bernhard König         |
| Hohorst     | Horst Justus   |              | 1922     | Wittekindstraße 3    | Delmenhorst, Mitte Euthanasie-Opfer (Dr. N. Boese) | Bernhard König         |
| Kirstein    | Alfred         |              | 1925     | Albertusweg          | Delmenhorst, Albertushof |                        |
| Kirstein    | Bruno          |              | 1908     | Albertusweg          | Delmenhorst, Albertushof |                        |
| Helmers     | August         |              | 1885     | Hundertster Weg 6a   | Delmenhorst, Deichhorst | August Helmers         |
| Erlbeck     | Elsbeth        |              |          | Friedensstraße 65    | Delmenhorst, Bungerhof |                        |
| Jacob       | Helga          |              | 1939     | Lange Straße 42      | Delmenhorst, Mitte |                        |